# Vicenza városa és Veneto tartomány Palladio által tervezett villái
Vicenza városa és Veneto tartomány Palladio által tervezett villái Andrea Palladio és tanítványai műveinek egy csoportja, amelyeket 1994-ben és 1996-ban vettek fel a Világörökségi listára. 
Az észak-olaszországi Vicenzát a Kr. e. 2. században alapították, és virágkorát a velencei uralom alatt élte, a 15. század elejétől a 18. század végéig. Andrea Palladio művei, amelyek a klasszikus római építészetről végzett részletes tanulmányokon alapultak, adják a város egyedülálló megjelenését. Palladio városi épületeinek, valamint villáinak, amelyek szétszórva állnak Veneto régióban, döntő befolyásuk volt az építészet fejlődésére. Munkája életre hívott egy könnyen megkülönböztethető építészeti stílust, amely palladianizmusként ismert, s Anglia és Európa más országai mellett Észak-Amerikában is elterjedt.
Azok közül a családok közül, amelyeknek Palladio villát tervezett, soknak volt a városban is háza. A villa kifejezést mindig a vidéki épületre használták, s ezzel megkülönböztették a család palazzójától, ami a városban állt. A legtöbb esetben a család a Palazzo vagy a Villa címmel kapcsolta össze a vezetéknevét. Így lehet, hogy a Villa Chiericati és a Vicenzában álló Palazzo Chiericati ugyanannak a családnak a tulajdonában volt. De van Palazzo Foscari Velencében és Villa Foscari Venetóban. 

## A listán szereplő épületek
Vicenza 23 olyan épületnek ad otthont, amelyeket Palladio tervezett. Ezek közül a jelentősebbek a következők: 
- Villa Almerico-Capra (vagy „La Rotonda”), a belvárosi területen éppen kívül helyezkedett el
- Basilica Palladiana, Vicenza központjában a Piazza dei Signorin. Palladio azt mondta erről az épületről, hogy kiállja az ókor bármilyen hasonló épületével való összehasonlítást.
- Teatro Olimpico, 1580-1585-ben építették az Accademia degli Olimpici számára.
- Palazzo Chiericati, ma a vicenzai múzeum otthona.
- Palazzo Barbaran Da Porto
- Palazzo Thiene
- Palazzo Da Porto Breganze

Vicenza történelmi központján kívül a világörökségi helyszín a következő villákat tartalmazza: 

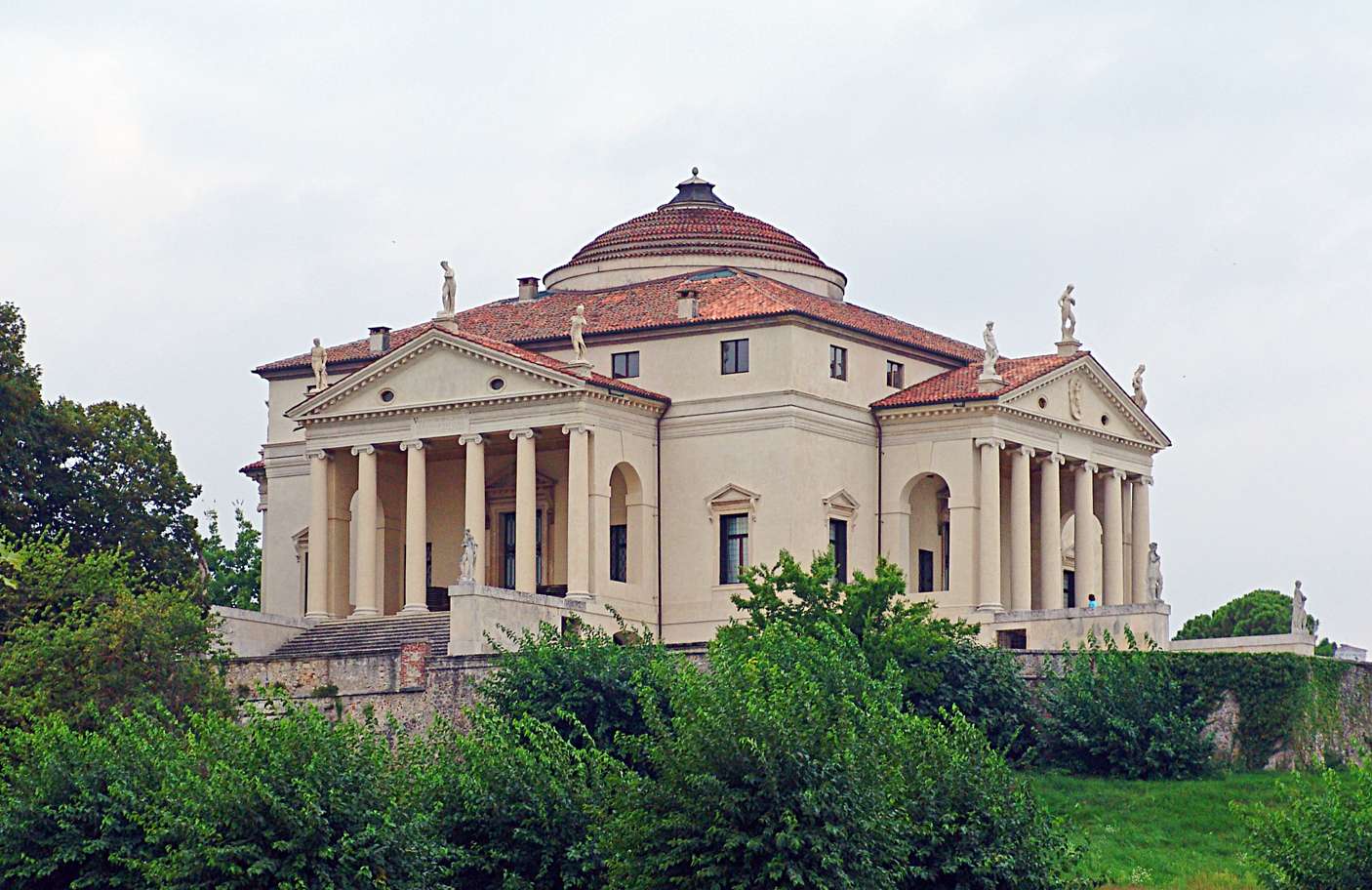
A Villa Almerico-Capra („La Rotonda”) Vicenzában

- Villa Angarano, Bassano del Grappa (1548)
  - A villát Palladio barátjának, Giacomo Angaranónak tervezte, de csak az uradalmi ház két oldalán lévő szimmetrikus, oszlopos tornácú oldalszárny (barchesse) készült el a terveiből. Angarano később anyagi okok miatt eladta a házat egy velencei nemesnek, Giovanni Formentinek.
- Villa Badoer („La Badoera”), Fratta Polesine (1554)
  - Palladio 1554-ben tervezte a villát a velencei Francesco Badoer hatalmas birtokának az epicentrumába egy korábbi vár helyére, s az épület a továbbiakban mint az uradalom gazdasági központja működött. A mintát valószínűleg Augustus római császár római temploma adta.
- Villa Barbaro, Maser (1580)
  - Annak a dombnak a lábánál, ahol a Villa Barbaro emelkedik, Palladio felépített egy kifinomult tempiettót, mivel azt tervezték, hogy teljesíteni fogja a villakápolna és Maser plébániatemplomának kettős funkcióját. Az építés kezdetének dátuma bizonytalan. A frízbe bevésték az 1580-as dátumot, a védnöknek, Marcantonio Barbarónak és Palladiónak a nevét. A Teatro Olimpicóval együtt a tempietto Palladio utolsó munkája; a hagyomány szerint Maserben halt meg.
- Villa Caldogno, Caldogno (1542)
  - Amikor 1541-ben Losco Caldogno, egy vicenzai arisztokrata és selyemkereskedő örökölt egy birtokot, megbízta Palladiót, hogy tervezzen rá új villát. A ház 1567-re elkészült, és a díszítését is befejezték 1570-ben. A terv egyszerűsége és a szobák aránytalansága abból adódik, hogy egy régi épület falait is felhasználták. Mindenesetre a villa hasonlít Palladio más munkáira, például a Villa Saracenóra is.
- Villa Chiericati, Grumolo delle Abbadesse (1550)
  - A Villa Chiericati nagy lépés Palladio művészi fejlődésében, hiszen itt alkalmazta először azt a később jellemzővé vált építészeti jellegzetességét, hogy egy antik templom oszlopos homlokzatát használta fel a villa külső képének a kialakításánál. A villa gazdája Giovanni Chiericati volt, aki már nem érte meg, hogy az épület kész legyen. Ludovico Porto vette meg 1574-ben, és Domenico Groppino, Palladio munkatársa fejezte be 1584-ben.
- Villa Cornaro, Piombino Dese (1552)
  - Gyakorlatilag egyidőben a montagnanai Villa Pisanival építette Palladio ezt a villát egy előkelő velencei patríciusnak, Giorgio Cornarónak. A Villa Cornaro inkább városi palotához hasonlít, mint vidéki udvarházhoz, helyzete is teljesen elszigetelt. A fűtési megoldás is jelzi, hogy a többi villától eltérően nem csak nyáron használták.

- Villa Emo, Vedelago (1558)

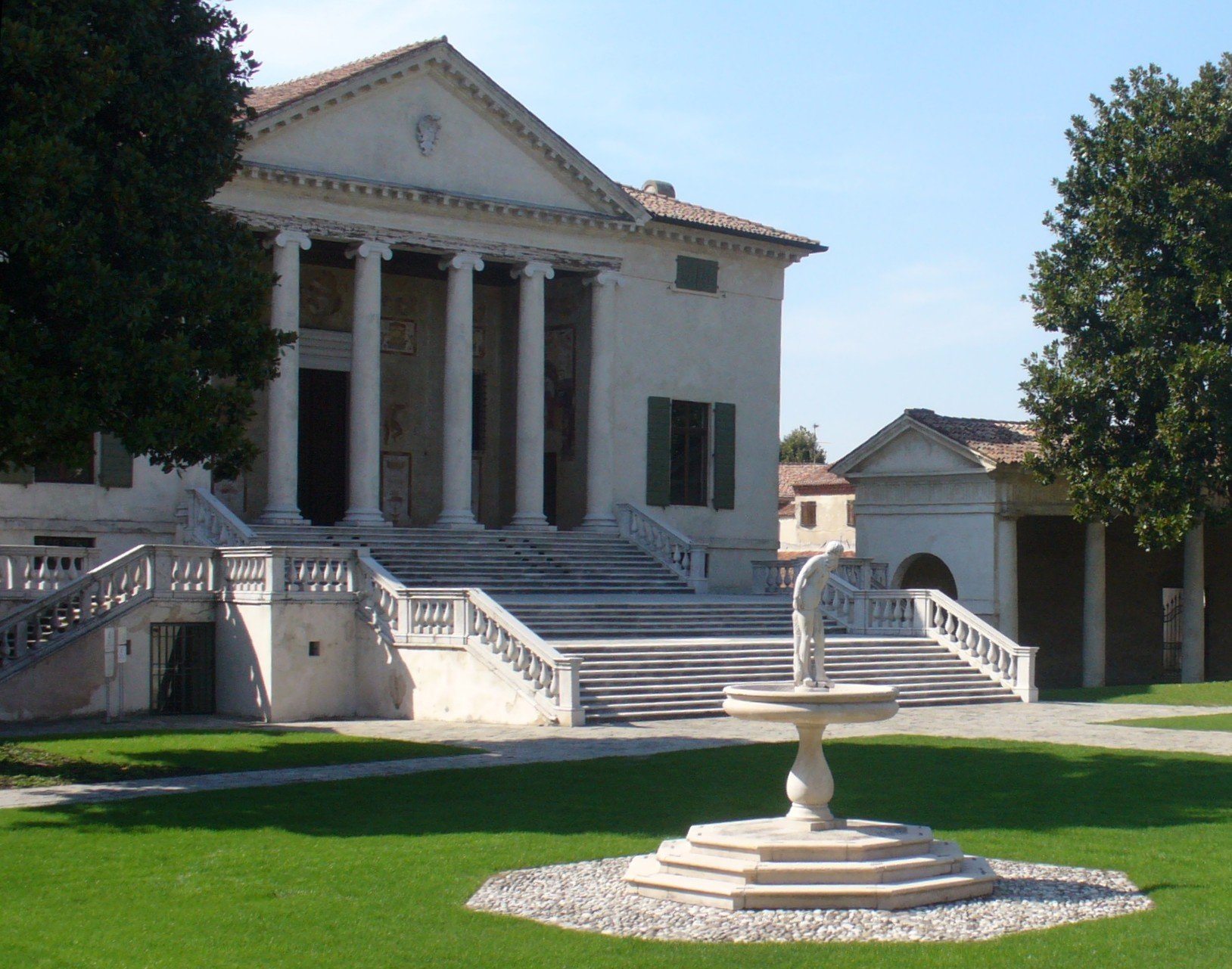
A Villa Badoer

  - Ez a palladiói stílusú villa a legvégletesebb megtestesülése Palladio új elgondolásainak: hogyan tudja egyesíteni a mezőgazdasági élet gyakorlati szükségleteit és az ősi építészetet. A Villa Emónál olyan szokatlan építészeti elhelyezési szisztémát alkalmazott, amelyben a birtok irodái, az udvarház, a gazdasági udvar, de még a galambdúcok is összefüggő egységes egészet képeznek.
- Villa Forni Cerato, Montecchio Precalcino (1565 körül)
  - A Villa Forni Cerato jó példa arra, hogyan épített át Palladio egy épületet szerény eszközökkel igazán jelentőssé. A között a Palladio tervezte kevés épület között van, amelynek gazdája gazdag volt ugyan, de nem volt nemes. Girolamo Forni jómódú fűrészáru-kereskedő volt (többször szállított Palladiónak is), a művészetek barátja, maga is festő, az ókori tárgyak gyűjtője. Lehetséges, hogy az épület száraz minimalizmusa a tulajdonos üzletemberi státuszával volt összhangban. Ez az elvontság, az egyszerű tervezés, az épületrészek arányai közötti diszharmónia sok kétséget ébresztett Palladio szerzőségével kapcsolatban.
- Villa Foscari („La Malcontenta”), Mira (1559)
  - Ez a villa, amelyet Palladio a Nicolò és Alvise Foscari testvérek részére tervezett, mezőgazdasági épületek nélkül áll, mindentől elszigetelve, a lagúnák és a Brenta folyó partján. Igazi „elővárosi” épület, amelyet gyorsan elér egy hajó Velence központjából. A tulajdonosok családja egyike volt a város legelőkelőbbjeinek, és ezért lakhelyük fenséges, majdnem királyi megjelenése Palladio munkái között szokatlan, olyan karakter, amihez a belsőépítészek, Battista Franco és Gian Battista Zelotti jelentős művészi hozzájárulására volt szükség.
- Villa Gazzotti Grimani, Bertesina (Vicenza) (1542)
  - Andrea Palladio Taddeo Gazzotti részére tervezte a villát 1542-43-ban. Taddeo nem volt arisztokrata születésű, de házassága révén a vicenzai nemesség egy részével rokonságban állt. Egy meggondolatlan spekuláció 1550-ben arra kényszerítette, hogy eladja a villáját a velencei Girolamo Grimaninak, aki azt néhány év alatt befejezte. A tervezés során Palladio kompromisszumra kényszerült, mert a telken egy megtartandó torony állt, amely még ma is felfedezhető.
- Villa Godi, Lonedo di Lugo Vicentino (1537)
  - Palladio a villát három testvér részére tervezte, Girolamo, Pietro és Marcantonio Godinak. Az építkezést 1537-ben kezdték el, és 1542-ben fejezték be. Valószínű, hogy ez nem Palladio önálló munkája volt, hanem a megbízást Gerolamo Pittoni és Giacomo da Porlezza műhelyén keresztül kapta. Ez Palladio első munkája (a szerzőségét megemlíti a Quattro Libriben) és itt teszi meg az első lépést abban az irányban, hogy összevonja a helyi építészeti hagyományt az újításokkal.
- Villa Piovene, Lugo Vicentino (1539 körül)
  - A villa mindössze néhány száz méterre áll a Villa Goditól. Többen kétségbevonják Palladio szerzőségét. Egyrészt a villa nem szerepel a Quattro Libriben, bár az más villákra is igaz, mint például a Villa Gazzottira. De más ellenérvek is vannak, az épület zavarba ejtő vonásai: a terv kiforratlan, az ablakok különösebb rend nélkül állnak, és a pronaosz ügyetlenül kapcsolódik az épülethez. A mainál kisebb udvarház állt a helyén, amelyet pronaosszal bővítettek, majd a 18. század elején megépítették a barchessét is.
- Villa Pisani, Bagnolo di Lonigo (1542)
  - A Villa Pisani tervezése igazi fordulópontot jelentett Palladio pályafutása során. A három megrendelő, a Pisani testvérek, Vettore, Marco és Daniele velencei arisztokraták voltak, s Palladio megrendelői ezentúl elsősorban a vicenzai és velencei előkelő társaságból kerültek ki. A hatalmas birtok közepén álló ház alapját valószínűleg a korábban itt állt udvarház adta. Az épület két oldalán hosszan elnyúló barchessét a 19. században lebontották. Egy római templomhoz hasonlóan a villa magas alagsoron emelkedik, ami hangsúlyozza az épületet és elrejti a pihenőhelyeket. A T alakú központi terem az ősi fürdőépületekhez hasonlóan hordóboltozattal rendelkezik, amelyet gazdagon díszítettek és egy széles termálablak világítja meg: ez a tér gyökeresen különbözik a Palladio előtti villák termeitől, amelyek hagyományosan kisebbek és fagerendásan készített lapos mennyezetűek voltak.
- Villa Pisani, Montagnana (1552 körül)
  - 1552-ben Montagnana középkori külvárosának a környékén Palladio tervezett egy olyan épületet barátjának, Francesco Pisaninak, ami egyben városi palota és vidéki villa is volt. Pisani befolyásos velencei patrícius, művészek védnöke és barátja volt. Az építkezés 1553 szeptemberében kezdődött, és 1555-ben fejeződött be. Gazdasági melléképületek nélküli, majdnem kocka alakú, s diszkrét szépségű épület, amely a tulajdonosa kifinomult ízlését tükrözi. A Villa Godi

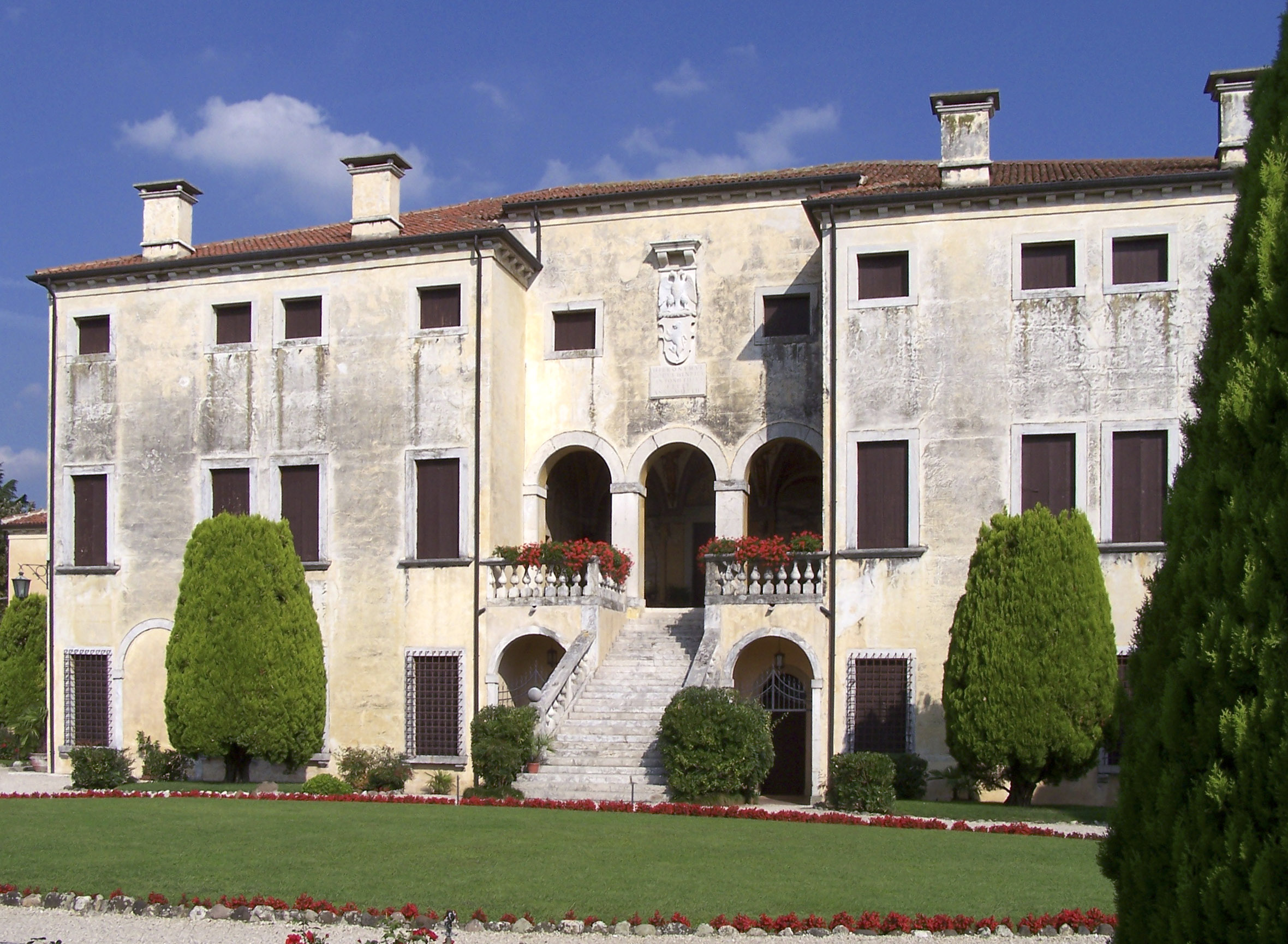
A Villa Godi

- Villa Poiana, Poiana Maggiore (1546)
  - A villát Vicentine Bonifacio Poiana rendelte meg Palladiótól. A területen már létezett egy Quattrocentóban épült tanya egy toronnyal. Palladio valószínűleg az 1540-es évek vége körül tervezte a villát, de lassan készült el. Csak 1563-ban fejezték be, amikor a belső díszítést elkészültek a festők, Bernardino India és Anselmo Canera, és a szobrász, Bartolomeo Ridolfi. Palladio rajzai megmaradtak, s látszik, hogy a villát egy általános terv részeként kezeli, és rendezi a hatalmas udvar területét is. De mindössze a villa bal oldalán lévő épületszárnyat építették a terv szerint. A komplexumot a 17. században fejezték be, amikor Bonifacio utódai a saját ízlésükhözhöz és szükségleteikhez alakították át az épületet, miközben hozzáépítettek egy másik blokkot is a villa jobb oldalán.
- Villa Saraceno, Agugliaro (1543)
  - Az 1540-es évek végén kérte fel Biagio Saraceno Andrea Palladiót, hogy tervezze át a családi birtokán álló uradalmi házat. Palladio munkája csak a főépületre korlátozódott; az udvar jobb oldalán az épületek még a Quattrocentóból származnak, míg a barchessét a 19. század elején építették. A szinte aszkétikusan egyszerű és tiszta vonalú villa a legszebbek egyike azok közül, amelyeket Palladio az 1540-es években tervezett.
- Villa Serego, San Pietro in Cariano (1565)
  - A Villa Serego nyugatabbra fekszik annál a területnél, ahol Palladio villáinak többsége áll. Az utolsó épületek egyike, amelyet Palladio tervezett, és sok tekintetben kivételes épület. A palladiói villa-típussal ellentétben, amely az udvarház uralkodó tömegével erősen hierarchikusan szervezett egységet jelent, itt Palladio a központi udvar körül jobban tagolta a teret, miközben ennél valószínűleg egy antik római villa volt az előképe.

- Villa Thiene, Quinto Vicentino

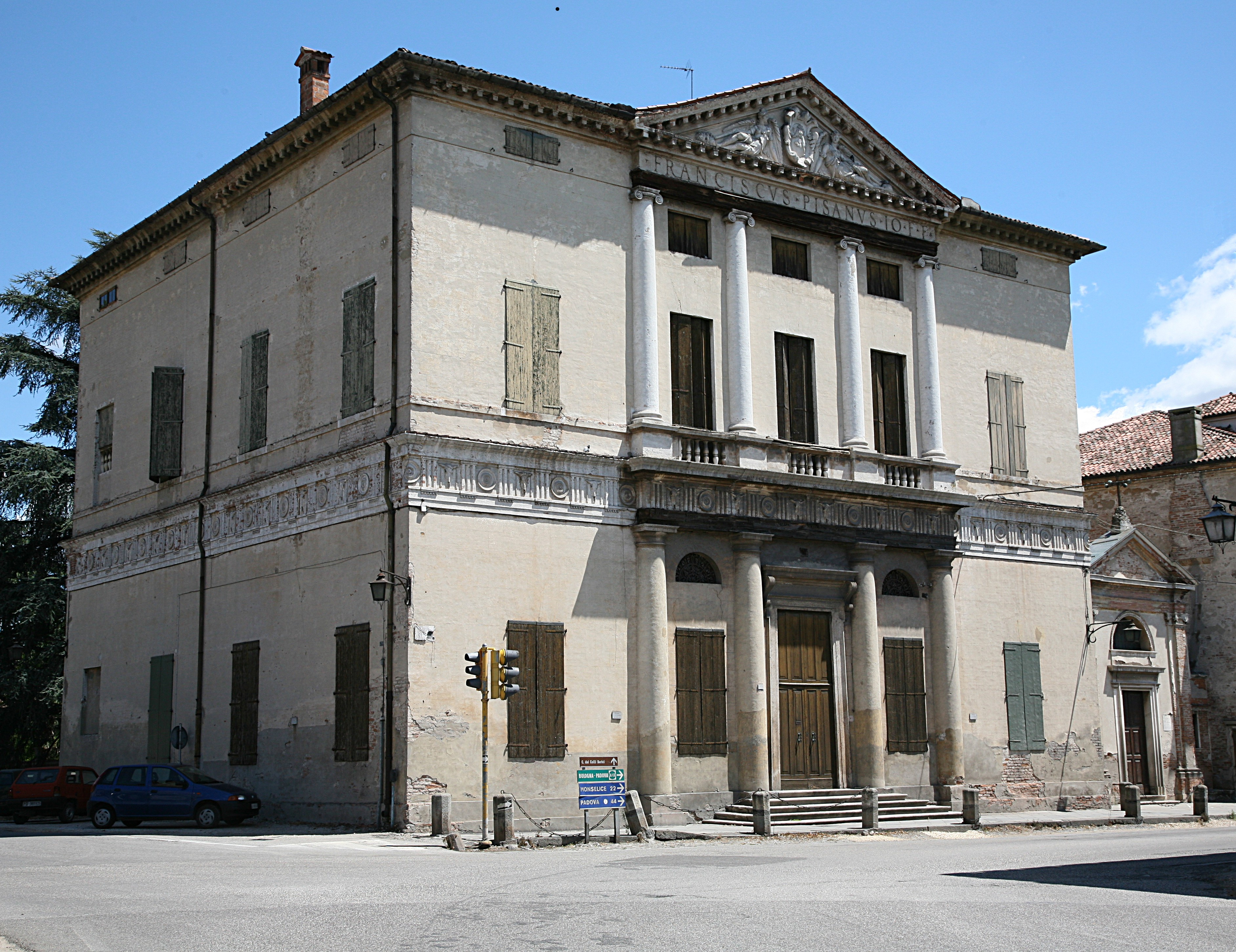
Villa Pisani, Montagnana

  - A Villa Thienét, hasonlóan a család vicenzai palazzójához, Marcantonio és Adriano Thiene részére valószínűleg Giulio Romano tervezte, azután módosította az építésziroda vezetője, Palladio. A Tesina folyóra néz és a Thiene család két nagy birtokának a központjában fekszik. Az építést 1542-43-ban kezdték, a Palazzo Thienével egyidőben, de az valószínűleg az 1550-es években megállt: Adriano halála és a család Ferrara irányába forduló figyelme (Marcantonio fia, Ottavio megszerezte Scandiano grófi címét és birtokát) magyarázhatja az épület befejezetlenségét.
- Villa Trissino, Sarego (1567 körül)
  - A Quattro Libri megerősíti, hogy Palladio elkezdte egy villa tervezését Meledónál Ludovico és Francesco Trissino számára, akik Vicenza arisztokráciájának tagjai voltak, és Palladio megrendelői. Nemcsak Meledóban dolgozott számukra, hanem a Contra Rialében levő városi palotájukat (1558) és a külvárosi kerti házukat is ő tervezte. A meledói villa a jelek szerint nem valósult meg, de mintát nyújtott a Villa Trissinóhoz, amit kétségkívül az ősi római akropoliszok ihletettek.
- Villa Trissino vagy Villa Trettenero, Cricoli (1534)
  - Bizonytalan, hogy ezt a villát valóban Palladio tervezte-e. A hagyomány szerint az építkezésnél találkozott a megrendelő, Giangiorgio Trissino a fiatal Palladióval, aki az arisztokrata támogatásával végezte iskoláit és ismerkedett meg Vicenza előkelő köreivel.
- Villa Valmarana, Bolzano Vicentino (1563 körül)
  - Az mai villa nagyon különbözik attól, amit Gianfrancesco Valmaranának tervezett Palladio. Az eredeti elképzelést a Quattro Libriből ismerjük. Az építési munkákat 1566-ban Gianfrancesco halála szakította félbe, és az unokaöccse, Leonardo Valmarana fejeztette be. A loggiák második emeletét soha nem építették meg és a középső részt egy más típusú padlással fejezték be. A villát a második világháborúban majdnem megsemmisítette a bombázás, de nemrég újjáépítették.
- Villa Valmarana, Monticello Conte Otto (1542)
  - A kis villát Palladio két unokatestvérnek, Giuseppe és Antonio Valmaranának tervezete örökölt birtokukra, néhány kilométerre északra Vicenzától. A házat két család részére építették, két külön lakás található benne, amelyhez utólagosan építettek egy közös szalont. A Villa Valmarana rendkívül korai tanúja az építész első önálló próbálkozásainak, s ezt rajzok gazdag csoportja bizonyítja.
- Villa Zeno, Cessalto (1554?)
  - A legkevésbé ismert és a legkeletibb fekvésű Palladio-villa tervezésének időpontja bizonytalan. A legutóbbi feltevések szerint 1554 az az időpont, amikor Marco Zeno megszerezte cessaltói birtokát. Palladio egy épületet tervezett át, s ez megmagyarázza a terv sajátosságait. Az évszázadok folyamán a villát meglehetősen átépítették.